# Donum Vitae
 (juillet 2016).
 (avril 2015).
Donum Vitae est l'instruction romaine de la Congrégation pour la doctrine de la foi sur « Le respect de la vie humaine naissante et la dignité de la procréation ». Par là, elle donne l'avis de l'Église sur les méthodes de procréation artificielle. Elle a été écrite par le cardinal Joseph Ratzinger et son secrétaire Alberto Bovone et approuvée par le Pape Jean-Paul II le 22 février 1987. C'est un document fondamental pour l'éthique de l'Église catholique romaine de l'assistance médicale à la procréation.
Cette instruction a été mise à jour par l'instruction Dignitas Personae de 2008, également issue de la congrégation pour la doctrine de la foi.

## Introduction
Dans son introduction l'instruction romaine rappelle le droit de l'Église à s'exprimer sur des questions si intimes au couple. Elle ne prétend pas intervenir « au nom d'une compétence particulière dans le domaine des sciences expérimentales », mais en tant que spécialiste de la personne humaine et compétente en morale et spiritualité. « L'intervention de l'Église, même en ce domaine, s'inspire de l'amour qu'elle doit à l'homme, en l'aidant à reconnaître et à respecter ses droits et ses devoirs. »
Elle rappelle les critères fondamentaux de discernement en la matière : le droit à la vie de l'embryon conçu et la manière naturelle de concevoir un être humain : « la transmission de la vie humaine a une originalité propre, qui dérive de l'originalité même de la personne humaine [...] C'est pourquoi on ne peut user de moyens et suivre des méthodes qui peuvent être licites dans la transmission de la vie des plantes et des animaux ».[non neutre]

## Respect des embryons
L'instruction rappelle que « L'être humain doit être respecté - comme une personne - dès le premier instant de son existence ». Et donc qu'il a les droits de toute personne humaine, comme celui de rester en vie. Cela remet en cause, évidemment, la sélection des embryons par les biologistes, leur congélation et leur décongélation, ainsi que la « réduction embryonnaire », avortement provoqué si le nombre d'embryons dans le sein de la mère est trop important selon le couple ou le médecin responsable.[non neutre]
La Congrégation ne permet pas la recherche sur les embryons impliquant une destruction de ceux-ci : « En agissant ainsi, le chercheur se substitue à Dieu et, même s'il n'en a pas conscience, se fait maître du destin d'autrui, puisqu'il choisit arbitrairement qui faire vivre et qui faire mourir, et qu'il supprime des êtres humains sans défense. » Toutefois, l'Église autorise les interventions sur l'embryon, ou le fœtus, si celle-ci a pour but de le soigner ou de le maintenir en vie.

## Fécondation hétérologue
L'instruction rappelle que « du point de vue moral, une procréation vraiment responsable à l'égard de l'enfant à naître doit être le fruit du mariage » et explique son point de vue.
De ce fait la fécondation ou l'insémination avec donneur (homme ou femme) « lèse les droits de l'enfant, le prive de la relation filiale à ses origines parentales, et peut faire obstacle à la maturation de son identité personnelle » et « prive objectivement la fécondité conjugale de son unité et de son intégrité ». 
Elle n'est donc pas licite aux yeux de la Congrégation.
De même, la gestation pour autrui, « représente un manquement objectif aux obligations de l'amour maternel, de la fidélité conjugale et de la maternité responsable ».

## Fécondation homologue
Dans cette partie, l'instruction souligne la beauté et la bonté de l'acte sexuel entre époux[non neutre] et rappelle que celui-ci doit rester ouvert à la procréation. De même « Une fécondation obtenue en dehors du corps des époux demeure par là même privée des significations et des valeurs qui s'expriment dans le langage du corps et l'union des personnes humaines. » 
Elle souligne l'importance de l'amour entre les époux pour donner la vie : « L'enfant à naître devra être le fruit de l'amour de ses parents. Il ne peut être ni voulu ni conçu comme le produit d'une intervention de techniques médicales et biologiques ».
La fécondation artificielle, même dans le cadre du couple ne peut donc être licite.
Quant à l'insémination intraconjugale elle est admise uniquement si « le moyen technique ne se substitue pas à l'acte conjugal, mais apparaît comme une facilité et une aide pour que celui-ci rejoigne sa fin naturelle ».

## Conclusion
« La souffrance des époux qui ne peuvent avoir d'enfants ou qui craignent de mettre au monde un enfant handicapé est une souffrance que tous doivent comprendre et apprécier comme il convient », souligne l'instruction.  Mais pour autant, cela ne donne pas aux couples en souffrance d'enfant un « droit à l'enfant ».
La Congrégation reconnaît que la stérilité « est certainement une dure épreuve » et appelle « à éclairer et à soutenir la souffrance de ceux qui ne peuvent réaliser une légitime aspiration à la paternité et à la maternité ». Elle lance aussi un appel aux chercheurs à lutter contre la stérilité par d'autres moyens que l'assistance médicale à la procréation.
Son dernier appel va aux théologiens « pour qu'ils approfondissent et rendent toujours plus accessibles aux fidèles les contenus de l'enseignement du Magistère de l'Église, à la lumière d'une anthropologie solide en matière de sexualité et de mariage, » et qu'ils continuent la réflexion initiée par cette instruction.